# Acquacoltura in Cina
La Cina è il primo produttore del mondo in termini di acquacoltura, generando da sola i 2/3 dei prodotti derivati, a livello globale; inoltre tali prodotti, costituiscono quasi il 65% del consumo totale di pesce del paese (prendendo in considerazione il pesce, i crostacei, i molluschi,  e le alghe). 
Nel 2005 il consumo totale di prodotti ittici in Cina, è stato di 49,5 milioni di tonnellate, di cui solo 17,1 milioni erano prodotti pescati e ben 32,4 milioni quelli allevati; si pensi che nello stesso anno, il secondo produttore mondiale in acquacoltura è stata l'India con 2,8 milioni di tonnellate.
Le regioni dove l'acquacoltura viene maggiormente effettuata sono il bacino dello Yangtze e il delta del Fiume delle Perle.
La pratica dell'allevamento di pesce è antichissima ed ha origine proprio da questo paese, dove si ha notizia dell'esistenza di allevamenti di carpe, già 3500 anni prima della nascita di Cristo.
Le dieci specie maggiormente prodotte nel 2005 sono state:
- Saccharina japonica: 4314000 tonnellate
- Ctenopharyngodon idella (Amur): 3857000 t.
- Crassostrea gigas (Ostrica del Pacifico): 3826000 t.
- Hypophthalmichthys molitrix (Temolo russo): 3525000 t.
- Ruditapes philippinarum: 2857000 t.
- Cyprinus carpio (Carpa): 2475000 t
- Wakame (Alga): 2395000 t.
- Hypophthalmichthys nobilis (Carpa testagrossa): 2182000 t.
- Carassius carassius (Carpa crucian): 2083000 t.
- Patinopecten yessoensis: 1036000 t.

Complessivamente (dati del 2003) i prodotti da acquacoltura di acqua dolce sono stati circa 17.500.000 t. e quelli di acqua marina 12.500.000, per un totale di 30.000.000 di tonnellate.
Talvolta l'acquacoltura d'acqua dolce viene praticata in associazione con la coltivazione del riso, immettendo avannotti di carpa nelle risaie allagate, i quali crescono rapidamente nutrendosi tra l'altro di invertebrati, parassiti delle piante di riso ed erbe infestanti, oltre che degli scarti della produzione di riso.